# Konwersatorium Wiedzy o Mieście
Konwersatorium Wiedzy o Mieście – czasopismo naukowe wydawane przez Wydawnictwo Uniwersytetu Łódzkiego, poświęcone badaniom miast i regionów.

## O czasopiśmie
Konwersatorium Wiedzy o Mieście jest czasopismem, którego geneza sięga lat 80., kiedy zaczęła ukazywać się seria wydawnicza pod tym samym tytułem. Kolejne monografie serii były pokłosiem corocznych Konwersatoriów Wiedzy o Mieście, zainaugurowanych przez prof. Stanisława Liszewskiego, w których udział brali najwybitniejsi geografowie, socjologowie, ekonomiści, architekci i urbaniści ze wszystkich ośrodków akademickich w Polsce, a także z zagranicy. W 2016 roku seria wydawnicza została przekształcona w czasopismo.
Tematyka rocznika obejmuje prace z szeroko rozumianej geografii osadnictwa, ze szczególnym uwzględnieniem geografii miast. Publikowane prace mają charakter teoretyczny, przeglądowy, empiryczny i metodologiczny. Czasopismo adresowane jest do przedstawicieli wszystkich dyscyplin naukowych, których przedmiotem badań są różne formy osadnictwa miejskiego i zasięg ich oddziaływania: geografii, socjologii, architektury i urbanistyki, demografii, ekonomii, gospodarki przestrzennej oraz praktyków zajmujących się problematyką miejską. Wszystkie artykuły dostępne są w Otwartym Dostępie (Open Access) na licencji CC BY-NC-ND. Wszystkie numery są recenzowane zgodnie z modelem double-blind review.

## Rada Naukowa
- Waldemar Cudny – Uniwersytet Łódzki
- Mariusz Czepczyński – Uniwersytet Gdański
- Annegret Haase – Helmholtz Centre for Environmental Research, Niemcy
- Jolanta Jakóbczyk-Gryszkiewicz – Uniwersytet Łódzki
- Iwona Jażdżewska – Uniwersytet Łódzki
- Tomasz Kaczmarek – Uniwersytet im. Adama Mickiewicza
- Szymon Marcińczak – Uniwersytet Łódzki
- René Matlovič – University of Presov, Słowacja
- Joseph Salukvadze – Tbilisi State University, Gruzja
- Dariusz Sokołowski – Uniwersytet Mikołaja Kopernika
- Zdeněk Szczyrba – Palacký University of Olomouc, Czechy
- Przemysław Śleszyński – Instytut Geografii i Przestrzennego Zagospodarowania PAN
- Petra Špačková – Uniwersytet Karola w Pradze, Czechy
- Tiit Tammaru – University of Tartu
- Grzegorz Węcławowicz - Instytut Geografii i Przestrzennego Zagospodarowania PAN
- Andrzej Zborowski – Uniwersytet Jagielloński

## Redaktorzy
- dr hab. Ewa Szafrańska prof. UŁ - redaktor naczelna
- dr Joanna Kowalczyk-Anioł - zastępca redaktor naczelnej
- dr Angelika Jasion-Krzysztofik - sekretarz

## Bazy
- CEJSH
- ERIH PLUS